# Charly Bravo (Schauspieler)
Charly Bravo (eigentlich Ramón Carlos Mirón Bravo; * 6. März 1943 in Casablanca; † 23. Juni 2020 in Madrid) war ein spanischer Schauspieler.

## Leben
Bravo, der keine Schauspielschule besuchte, entwickelte sich in wenigen Jahren zu einem beliebten Charakterdarsteller, trat jedoch meist nur in Nebenrollen auf. Er wirkte in über 200 Filmen mit, insbesondere in Western, außerdem in zahlreichen TV-Serien.
Er starb unerwartet in einem Zimmer im Hotel La Estrella in Madrid.

## Filmographie
- 1969: Friedhof ohne Kreuze (Une corde, un colt…)
- 1969: 100 Gewehre (100 Rifles)
- 1970: Entführt Rommel! (Consigna: matar al comandante en jefe)
- 1971: Kein Requiem für San Bastardo (A Town Called Bastard)
- 1971: Captain Apache
- 1972: El más fabuloso golpe del Far West (El más fabuloso golpe del Far West)
- 1973: Der Mann aus El Paso (Un hombre llamado Noon)
- 1973: Cannibal Man (La semana del asesino)
- 1974: Nacktes Entsetzen (Un par de zapatos del '32)
- 1982: Conan der Barbar (Conan the Barbarian)
- 1982: Labyrinth der Leidenschaften (Laberinto de pasiones)
- 2002: Jenseits der Erinnerung (En la ciudad sin límites)